# اسماعیل بابایی
اسماعیل بابایی (زاده ۲۵ فروردین ۱۳۷۶) بازیکن فوتبال اهل ایران است که در پست هافبک برای باشگاه فوتبال خیبر خرم‌آباد بازی می‌کند.